# Unihockey-Weltmeisterschaft 2014
Die Endrunde der 10. Unihockey-Weltmeisterschaft der Herren wurde vom 5. bis 14. Dezember 2014 in Göteborg, Schweden ausgetragen.

## Veranstaltungsort
Die Spiele der Unihockey-Weltmeisterschaft 2014 fanden in Göteborg im Scandinavium (Vor- und Finalrunde) und der Lisebergshallen (Vorrunde und Platzierungsspiele) statt.
| \| Göteborg \| |
| Göteborg       |

| Göteborg |

## Qualifikation
Zum ersten Mal in der Geschichte der Unihockey-Weltmeisterschaft mussten bis auf den Gastgeber alle Teams an einer Qualifikationsrunde teilnehmen. Zuvor waren die besten fünf Mannschaften der vorherigen Weltmeisterschaft direkt für die nächste Ausgabe qualifiziert.
Insgesamt nahmen 30 Mannschaften an den kontinentalen Qualifikationsrunden teil. Die Qualifikationsturniere wurden zwischen 28. Januar und 2. Februar 2014 ausgetragen. Die 16 Plätze für die Endrunde wurden wie folgt vergeben:
- Europa: 11 Teilnehmer (inkl. Gastgeber Schweden)
- Amerika: 2 Teilnehmer
- Asien und Ozeanien: 3 Teilnehmer

### Teilnehmer
Gastgeber Schweden ist automatisch qualifiziert.
| 11 aus Europa       | Schweden           | Finnland   | Russland | Schweiz     | Estland  |
| inklusive Gastgeber | Slowakei           | Tschechien | Dänemark | Deutschland | Norwegen |
|                     | Lettland           |            |          |             |          |
| 2 aus Amerika       | Vereinigte Staaten | Kanada     |          |             |          |
| 3 aus Asien         | Australien         | Japan      | Südkorea |             |          |

## Modus
Die Unihockey-Weltmeisterschaft 2014 ist die erste Weltmeisterschaft der Herren, die nach einem neuen Modus ausgetragen wird, welcher schon in der Vorrunde ausgeglichenere und spannendere Spiele garantieren soll.
Es wird in vier Gruppen à vier Teams gespielt. In Gruppe A und B spielen hierbei die acht in der Weltrangliste am besten platzierten Teilnehmer, in den Gruppen C und D die restlichen Teams. Die Auslosung der Teams in die Gruppen erfolgt nach folgendem Schema.
|  | Direkt für das Viertelfinale qualifiziert |
|  | Für Playoff-Runde qualifiziert            |

| Gruppe A  | Gruppe B  | Gruppe C    | Gruppe D    |
| --------- | --------- | ----------- | ----------- |
| Platz 1–4 | Platz 1–4 | Platz 9–12  | Platz 9–12  |
| Platz 1–4 | Platz 1–4 | Platz 9–12  | Platz 9–12  |
| Platz 5–8 | Platz 5–8 | Platz 13–16 | Platz 13–16 |
| Platz 5–8 | Platz 5–8 | Platz 13–16 | Platz 13–16 |

Die beiden Erstplatzierten der Gruppen A und B qualifizieren sich nach der Gruppenphase direkt für das Viertelfinale, die Dritt- und Viertplatzierten spielen eine Playoff-Runde gegen die beiden Erstplatzierten der Gruppen C und D. Die Sieger dieser Playoff-Runde qualifizieren sich ebenfalls für das Viertelfinale.

## Auslosung
Die Auslosung der Gruppenphase der Endrunde fand am 25. Februar 2014 um 13:30 (MEZ) in Göteborg statt.
Die Teams wurden gemäß ihrer Platzierung in der Weltrangliste in vier Töpfe aufgeteilt.
| Topf 1     | Topf 2      | Topf 3   | Topf 4             |
| ---------- | ----------- | -------- | ------------------ |
| Schweden   | Norwegen    | Slowakei | Südkorea           |
| Finnland   | Estland     | Kanada   | Dänemark           |
| Schweiz    | Deutschland | Russland | Vereinigte Staaten |
| Tschechien | Lettland    | Japan    | Australien         |

Die Mannschaften wurden nacheinander beginnend mit Topf 4 aus den Töpfen gezogen. Die Mannschaften aus Topf 3 und 4 wurden alternierend auf Gruppe C und D verteilt, die Mannschaften der Töpfe 1 und 2 auf Gruppe A und B. Die Auslosung ergab folgende Gruppen.
| Gruppe A           | Gruppe B   |
| ------------------ | ---------- |
| Deutschland        | Norwegen   |
| Lettland           | Estland    |
| Finnland           | Schweiz    |
| Schweden           | Tschechien |
| Gruppe C           | Gruppe D   |
| Südkorea           | Dänemark   |
| Vereinigte Staaten | Australien |
| Slowakei           | Kanada     |
| Japan              | Russland   |

## Gruppenspiele

### Gruppe A
| Land        | Sp | S | U | N | +  | -  | Pkt |
| ----------- | -- | - | - | - | -- | -- | --- |
| Schweden    | 3  | 3 | 0 | 0 | 30 | 7  | 6   |
| Finnland    | 3  | 2 | 0 | 1 | 18 | 8  | 4   |
| Lettland    | 3  | 1 | 0 | 2 | 8  | 21 | 2   |
| Deutschland | 3  | 0 | 0 | 3 | 8  | 27 | 0   |

| Deutschland | 2 | – | 9 | Finnland | 6. Dezember 2014 | Scandinavium, Göteborg |

| Schweden | 11 | – | 2 | Lettland | 6. Dezember 2014 | Scandinavium, Göteborg |

| Finnland | 7 | – | 1 | Lettland | 7. Dezember 2014 | Scandinavium, Göteborg |

| Deutschland | 3 | – | 13 | Schweden | 7. Dezember 2014 | Scandinavium, Göteborg |

| Lettland | 5 | – | 3 | Deutschland | 8. Dezember 2014 | Scandinavium, Göteborg |

| Finnland | 2 | – | 5 | Schweden | 9. Dezember 2014 | Scandinavium, Göteborg |

### Gruppe B
| Land       | Sp | S | U | N | +  | -  | Pkt |
| ---------- | -- | - | - | - | -- | -- | --- |
| Tschechien | 3  | 2 | 1 | 0 | 21 | 10 | 5   |
| Schweiz    | 3  | 2 | 1 | 0 | 19 | 12 | 5   |
| Norwegen   | 3  | 1 | 0 | 2 | 17 | 19 | 2   |
| Estland    | 3  | 0 | 0 | 3 | 7  | 23 | 0   |

| Tschechien | 7 | – | 6 | Norwegen | 6. Dezember 2014 | Scandinavium, Göteborg |

| Schweiz | 7 | – | 3 | Estland | 7. Dezember 2014 | Scandinavium, Göteborg |

| Norwegen | 4 | – | 2 | Estland | 8. Dezember 2014 | Scandinavium, Göteborg |

| Tschechien | 2 | – | 2 | Schweiz | 8. Dezember 2014 | Scandinavium, Göteborg |

| Norwegen | 7 | – | 10 | Schweiz | 9. Dezember 2014 | Scandinavium, Göteborg |

| Estland | 2 | – | 12 | Tschechien | 9. Dezember 2014 | Scandinavium, Göteborg |

### Gruppe C
| Land     | Sp | S | U | N | +  | -  | Pkt |
| -------- | -- | - | - | - | -- | -- | --- |
| Slowakei | 3  | 3 | 0 | 0 | 28 | 8  | 6   |
| USA      | 3  | 2 | 0 | 1 | 23 | 7  | 4   |
| Südkorea | 3  | 1 | 0 | 2 | 7  | 28 | 2   |
| Japan    | 3  | 0 | 0 | 3 | 6  | 21 | 0   |

| Slowakei | 9 | – | 4 | Japan | 6. Dezember 2014 | Lisebergshallen, Göteborg |

| Südkorea | 2 | – | 12 | USA | 7. Dezember 2014 | Lisebergshallen, Göteborg |

| Slowakei | 15 | – | 2 | Südkorea | 8. Dezember 2014 | Lisebergshallen, Göteborg |

| Japan | 1 | – | 9 | USA | 8. Dezember 2014 | Lisebergshallen, Göteborg |

| USA | 2 | – | 4 | Slowakei | 9. Dezember 2014 | Lisebergshallen, Göteborg |

| Japan | 1 | – | 3 | Südkorea | 9. Dezember 2014 | Lisebergshallen, Göteborg |

### Gruppe D
| Land       | Sp | S | U | N | +  | -  | Pkt |
| ---------- | -- | - | - | - | -- | -- | --- |
| Dänemark   | 3  | 3 | 0 | 0 | 21 | 8  | 6   |
| Kanada     | 3  | 2 | 0 | 1 | 18 | 16 | 4   |
| Australien | 3  | 1 | 0 | 2 | 17 | 25 | 2   |
| Russland   | 3  | 0 | 0 | 3 | 18 | 25 | 0   |

| Australien | 11 | – | 9 | Russland | 6. Dezember 2014 | Lisebergshallen, Göteborg |

| Kanada | 2 | – | 7 | Dänemark | 6. Dezember 2014 | Lisebergshallen, Göteborg |

| Dänemark | 5 | – | 1 | Russland | 7. Dezember 2014 | Lisebergshallen, Göteborg |

| Kanada | 7 | – | 1 | Australien | 7. Dezember 2014 | Lisebergshallen, Göteborg |

| Russland | 8 | – | 9 | Kanada | 8. Dezember 2014 | Lisebergshallen, Göteborg |

| Dänemark | 9 | – | 5 | Australien | 9. Dezember 2014 | Lisebergshallen, Göteborg |

## Play-off

### Zwischenrunde
| 10. Dezember 2014 10:00 Uhr | Norwegen    | 6:2 (2:0, 1:0, 3:2)       | USA      | Scandinavium, Göteborg |
| 10. Dezember 2014 13:00 Uhr | Estland     | 7:2 (2:1, 2:1, 3:0)       | Slowakei | Scandinavium, Göteborg |
| 10. Dezember 2014 17:00 Uhr | Lettland    | 10:2 (0:0, 4:1, 6:1)      | Kanada   | Scandinavium, Göteborg |
| 10. Dezember 2014 20:00 Uhr | Deutschland | 3:4 n. P. (1:1, 1:0, 1:2) | Dänemark | Scandinavium, Göteborg |

### Viertelfinale
| 11. Dezember 2014 15:30 Uhr | Finnland   | 6:1 (3:0, 0:0, 3:1)  | Norwegen | Scandinavium, Göteborg |
| 11. Dezember 2014 19:00 Uhr | Schweden   | 17:0 (3:0, 6:0, 8:0) | Estland  | Scandinavium, Göteborg |
| 12. Dezember 2014 16:00 Uhr | Tschechien | 5:1 (1:0, 4:1, 0:0)  | Dänemark | Scandinavium, Göteborg |
| 12. Dezember 2014 19:00 Uhr | Schweiz    | 6:1 (1:0, 2:0, 3:1)  | Lettland | Scandinavium, Göteborg |

### Halbfinale
| 13. Dezember 2014 13:00 Uhr | Tschechien | 3:6 (2:3, 1:1, 0:2)  | Finnland | Scandinavium, Göteborg |
| 12. Dezember 2014 17:15 Uhr | Schweden   | 10:1 (6:0, 3:1, 1:0) | Schweiz  | Scandinavium, Göteborg |

## Spiel um Platz 3
| 14. Dezember 2014 12:00 Uhr | Schweiz | 3:4 (2:0, 1:4, 0:0) | Tschechien | Scandinavium, Göteborg |

## Finale
| 14. Dezember 2014 15:30 Uhr | Schweden | 3:2 (0:2, 2:0, 1:0) | Finnland | Scandinavium, Göteborg |

## Abschlussplatzierungen
| RF | Team        |
| -- | ----------- |
| 1  | Schweden    |
| 2  | Finnland    |
| 3  | Tschechien  |
| 4  | Schweiz     |
| 5  | Lettland    |
| 6  | Norwegen    |
| 7  | Dänemark    |
| 8  | Estland     |
| 9  | Deutschland |
| 10 | Slowakei    |
| 11 | USA         |
| 12 | Kanada      |
| 13 | Russland    |
| 14 | Australien  |
| 15 | Japan       |
| 16 | Südkorea    |